# ناتاليا كالينينا
ناتاليا جورجييفنا كالينينا (الروسية: Наталья Георгиевна Калинина [kɐˈlʲinʲɪnə] ، الأوكرانية: Наталія Георгіївна Калініна ؛ ولدت في 16 ديسمبر 1973 في خيرسون، أوكرانيا، الاتحاد السوفياتي) هي لاعبة جمباز فني أوكرانية سوفيتية، كانت عضوًا في آخر فريق سوفيتي في بطولة العالم للفوز بميدالية ذهبية في عام 1991. وبطلة أوروبا عام 1990 على عارضات غير المستوية.  فازت بأربع ميداليات مع 4 ذهبيات و 2 فضية في ألعاب النوايا الحسنة لعام 1990، بما في ذلك الميدالية الذهبية الشاملة. لم يتم اختيارها للمنافسة في الفريق الموحد في الألعاب الأولمبية الصيفية 1992. حيث سمح فقط لثلاثة لاعبين من جمهورية واحدة للمشاركة وكان هناك بالفعل ثلاثة لاعبين من أوكرانيا تم اختيارهم.

## روابط خارجية
- Official Website